# Japan Today
Japan Today est un hebdomadaire japonais de langue anglaise qui est publié à Tokyo depuis septembre 2000.

## Historique
Le journal est initialement créé comme un supplément actualités au magazine Metropolis (en) diffusant des informations en langue anglaise à Tokyo.
En 2007, il est racheté par le groupe GPlusMedia.
En 2016, il est racheté par le groupe Fujisankei Communications (en) avec l'ensemble des publications de GPlusMedia, ce qui fait craindre un alignement ultranationaliste et révisioniste comme les autres titres du groupe à commencer par le Sankei shinbun.
En mars 2022, GPlusMedia et le Japan Today sont rachetés par Gakken.